# Мереологический нигилизм
Мереологический нигилизм — философская позиция, согласно которой объекты, состоящие из частей, не существуют. Существуют только базовые объекты, которые не состоят из частей.
Например, лес не существует в реальности как отдельный объект, это просто большое количество деревьев в ограниченном пространстве. Понятие же «лес» создано для облегчения мышления и общения. Мы не можем воспринимать вырубку отдельных (каждое из деревьев индивидуально) 173 тыс. деревьев из 346 тыс. находящихся рядом, а вырубку 50 % леса — можем.
Примеры:
- не существует общество — это группа отдельных людей;
- не существует человек — это набор из органов, которые в свою очередь состоят из тканей и так далее;
- можно говорить о существовании электронов, поскольку у них нет составных частей (по крайней мере, неизвестны).